# Pathrik Westerholm
Christer Pathrik Westerholm, egentligen Pathrik Vesterholm, född 6 januari 1992 i Karlskrona, är en svensk ishockeyspelare som spelar för Lukko i Liiga, tillsammans med sin tvillingbror Ponthus Westerholm.